# Hauptamt SS-Gericht
Het Hauptamt SS-Gericht ontstond uit het SS Disziplinaramt en het SS-Rechtsamt, die beide al meerdere jaren bestaan hadden en op 1 juni 1939 fuseerden tot deze nieuwe centrale dienst. De taakstelling was aanvankelijk het behandelen van disciplinaire- en klachtenzaken voor Heinrich Himmler, de Reichsführer-SS. Het was de centrale instantie voor de gehele SS en politie op dit gebied en ressorteerde onder Himmler. De dienst was gevestigd aan de Karlsstrasse 10 in Munchen en vanaf augustus 1944 week hij uit naar Prien am Chiemsee. Het Hauptamt SS had de jurisdictie over het gehele gebied waar SS en politie actief waren. Later werd de jurisdictie uitgebreid naar Duitse en buitenlandse burgers die in militair gebied overtredingen hadden begaan en vanaf januari 1945 werden hier krijgsgevangenen aan toegevoegd.
De dossiers van het Hauptamt SS-Gericht gingen grotendeels verloren tijdens luchtaanvallen of werden opzettelijk vernietigd door de staf aan het einde van de oorlog en moeten daarom in ieder geval als grotendeels verloren worden beschouwd. De zaken van de disciplinaire SS- en politierechtbanken, die zich bevonden in de kantoren van de hogere SS- en politieleiders, en die van de mobiele veldrechtbanken bij de SS-divisies en SS-korpsen werden ook op bevel vernietigd. Het ontbreken van dossiers, maar ook van de activiteiten van het ambtelijke apparaat, kan in grote lijnen worden geconstrueerd aan de hand van het archief van de betreffende verbindingdienst bij de staf van Himmler, dat door Amerikaanse troepen werd buitgemaakt. 

## Commandanten
| Nr. | Afbeelding | Commandanten van het Hauptamt SS-Gericht          | Aangetreden                         | Einde termijn            | Duur termijn                                              | Opmerking                                           |
| --- | ---------- | ------------------------------------------------- | ----------------------------------- | ------------------------ | --------------------------------------------------------- | --------------------------------------------------- |
| 1   |            | SS-Oberfuhrer Ernst Bach (1878-1933)              | 24 december 1932                    | 12 juni 1933             | 5 maanden, 19 dagen                                       |                                                     |
| 2   |            | SS-Obergruppenführer Paul Scharfe (1876-1942)     | 3 augustus 1933 8 juni 1939         | 31 mei 1939 29 juli 1942 | 5 jaar, 9 maanden en 27 dagen 3 jaar, 1 maand en 20 dagen | Van 10 juni 1933 tot 3 augustus 1933 (m.d.W.d.G.b.) |
| 3   |            | SS-Obergruppenführer Franz Breithaupt (1880-1945) | 15 augustus 1942 - 18 augustus 1942 | 29 april 1945            | 2 jaar, 8 maanden en 11 dagen                             |                                                     |
| 4   |            | SS-Oberfuhrer Günther Reinecke (1908-1972)        | 20 april 1945 - 29 april 1945       | 8 mei 1945               | 9 dagen                                                   |                                                     |

## Organisatie
Het Hauptamt SS-Gericht was een uitbreiding van het SS-Gericht, de organisatie die onderzoeken uitvoerde binnen de SS- en politiemacht met betrekking tot hun gedragscodes. Het Hauptamt SS-Gericht had vier afdelingen (Duits: Ämter of Amtsgruppe). Op 30 januari 1945 was het Hauptamt als volgt georganiseerd:
1. Amt I: Rechtsführung und Personal (Juridische zaken)
  1. Amtschef:
    1. SS-Oberführer en SS-Rechter Dr. Günther Reinecke (10[12]/11[9] augustus 1941 - 28[9]/29 april 1945[12])

  2. Hauptabteilungen:
    1. Hauptabteilung Ia: Strafrecht und Strafverfahrensrecht (Strafrecht en Strafprocesrecht)
      1. SS-Sturmbannführer en SS-Rechter d.R. Dr. Prof Dr Hans Bruns
      2. Assistent: SS-Hauptsturmführer Dr Hans Küttner
      3. Administratief officier: SS-Hauptsturmführer Hans Saller

    2. Hauptabteilung Ib: Zivilrecht, freiwillige Gerichtsbarkeit und Rechtsbetreuung (Civiel recht, vrijwillige jurisdictie en Juridische ondersteuning)
      1. SS-Sturmbannführer Dr Karl Braun
      2. Assistent: SS-Hauptsturmführer Richard Neun (informant)
      3. Bibliothecaris: SS-Oberscharführer Niedermayr

    3. Hauptabteilung Ic: Gerichtsorganisation und Richterpersonalien (Organisatie en Personeel van het Rechtswezen)
      1. SS-Obersturmbannführer Pape (later samengevoegd met Hauptabteilung Ib)
      2. SS-Obersturmbannführer Dr Klahre (juni 1943 - oktober 1944, later overgeplaatst naar de SS- en politierechtbank Pressburg)
      3. SS-Obersturmbannführer Dr Greinder (van oktober 1944)
      4. SS-Obersturmbannführer en SS-Rechter Dr. Erich Klahre
      5. SS-Obersturmbannführer en SS-Rechter Dr. Fritz Greineder

    4. Hauptabteilung Id: Technische Personalverwaltung, nichtrichterliche Personalien, Fürsorgewesen
      1. SS-Obersturmbannführer Robert Pape
      2. Assistent - SS-Obersturmführer Robert Weber

    5. Hauptabteilung Ie: Laufende Strafsachen und Rechtsfortbildung (Lopende strafzaken en Juridische opleiding)
      1. SS-Sturmbannführer en SS-Rechter d.R. Dr. Benno Heger
      2. Assistenten: SS-Sturmbannführer Dr Anton en SS-Hauptsturmführer Dr Fischer

    6. Hauptabteilung If: Beurkundungs- und Geschäftsstellenwesen
      1. SS-Obersturmbannführer Mittelstädt
      2. SS-Hauptsturmführer Fritz Geike
      3. SS-Rechters: SS-Sturmbannführer Alexander en SS-Hauptsturmführer Winkler-Thiede

    7. Hauptabteilung Ig: Zentrale Untersuchungsführung (Centrale onderzoeksleiding)
      1. SS-Obersturmbannführer en SS-Rechter Kurt Mittelstädt

    8. SS- und Polizeigericht z.b.V. (SS- en Politiegerecht voor speciaal gebruik)
      1. SS-Obersturmbannführer en SS-Rechter Richard Ende
      2. SS-Sturmbannführer en SS-Rechter d.R. Dr. Werner Hansen
2. Amt II: Disziplinar- und Beschwerdewesen, Ehrenschutz (Disciplinaire- en klachtenwezen, wettelijke bescherming van iemands eer)
  1. Amtschef:
    1. SS-Obersturmbannführer Erberhardt Hinderfeld (tot februari 1945, op eigen verzoek overgeplaatst naar de Waffen-SS als SS-Obersturmführer der Waffen-SS)
    2. SS-Obersturmbannführer en SS-Rechter Dr. Norbert Pohl (van 1 februari 1945)
    3. SS-Obersturmbannführer Franz Klebensberger

  2. Assistenten:
    1. SS-Obersturmbannführer Klebensberger
    2. SS-Hauptsturmführer Mühling
    3. SS-Obersturmführer Müller (tijdelijk)
3. Amt III: Gnadenwesen, Strafvollstreckung, Strafvollzug (Gratiën, uitstellen en de uitvoering van vonnissen)
  1. Amtschef:
    1. Bruno Kegel (1 juni 1939 - 1943)
    2. SS-Standartenführer en SS-Rechter Günther Burmeister (1943 - 1945)

  2. Assistenten:
    1. SS-Sturmbannführer Walter
    2. SS-Sturmbannführer Meder
    3. SS-Sturmbannführer Langbehn

  3. Staf:
    1. SS-Hauptsturmführer Kurt Aichelea
    2. SS-Hauptsturmführer Herbert Zolly
    3. SS-Hauptsturmführer Dr Hauswirt
    4. SS-Obersturmführer Albert Schreiber
    5. Administratief officier en medewerker: SS-Untersturmführer Müller en SS-Hauptscharführer Stecher

  4. Hauptabteilungen:
    1. Hauptabteilung IIIa: Gnaden- und Rehabilitierungsrecht (Gratiën- en Eerherstel)
      1. SS-Sturmbannführer en SS-Rechter d.R. Hermann Meder

    2. Hauptabteilung IIIb: Strafvollstreckung und Strafvollzug (Uitstellen en de uitvoering van vonnissen)
      1. SS-Sturmbannführer en SS-Rechter d.R. Wolfgang Walther
4. Amt IV: Rechtserneuerung und Rechtsschulung (Wettelijke vernieuwing en Juridische opleiding)
  1. Amtschef:
    1. SS-Standartenführer en SS-Rechter Dr. Hans-Bernhard Brauße (31 maart 1944 - mei 1945)
    2. Martin Tondock (1 juni 1939 - 1944)
    3. SS-Obersturmbannführer Dr Krause

  2. Assistent:
    1. SS-Obersturmführer Mayer

  3. Staf:
    1. SS-Obersturmführer Schäftlein
    2. SS-Untersturmführer Hermann

  4. Administratief officier:
    1. SS-Sturmbannführer Andelmann

  5. Administratieve staf:
    1. SS-Hauptsturmführer Georg Schmidt
    2. SS-Untersturmführer Meyer
    3. SS-Hauptscharführer Schweitzer

  6. Hauptabteilungen:
    1. Hauptabteilung IVa: Rechtserneuerung - gesetzgeberische Vorarbeiten (Wettelijke vernieuwing en voorbereidend wetgevend werk)
      1. SS-Sturmbannführer en SS-Rechter d.R. Wilhelm Dröschel

    2. Hauptabteilung IVb: Rechtsbetreuung - Einzelfälle
      1. SS-Hauptsturmführer en SS-Rechter d.R. Dr. Otto Nüßle

    3. Hauptabteilung IVc: Rechtsschulung und Auswertung (Juridische opleiding en Verwerking)
      1. SS-Standartenführer en SS-Rechter Dr. Hans-Bernhard Brauße

    4. Hauptabteilung IVd: Rechtsforschung (Juridisch onderzoek)
      1. SS-Sturmbannführer en SS-Rechter Dr. Otto Thorbeck

    5. Oberstes SS- und Polizeigericht (Opperste SS- en politierechtbank)
      1. SS-Oberführer en SS-Rechter Dr. Günther Reinecke

    6. Dienststelle SS-Richter beim Reichsführer-SS
      1. SS-Oberführer en SS-Rechter bij de Reichsführer-SS Horst Bender (12 mei 1941 - 1 oktober 1941[13])

  7. Medewerkers:
    1. SS-Sturmbannführer en SS-Rechter d.R. Dr. Ralf Wehser
    2. SS-Sturmbannführer en SS-Rechter d.R. Friedrich Killing
    3. SS-Sturmbannführer en SS-Rechter d.R. Helmut Gießelmann
    4. SS-Sturmbannführer en SS-Rechter d.R. Emanuel Graf von Korff

Het Hauptamt SS-Gericht was gevestigd in hetzelfde pand als het hooggerechtshof in München. Bij het Hauptamt werkten meer dan 600 juristen die vonnissen over de Duitse krijgsmacht en de SS uitspraken. De Reichsführer-SS Heinrich Himmler wilde wel eens tussenkomen als hij dat nodig achtte. In 1944 werd het totaal aantal SS-Hauptämter (SS-Hoofdkantoren of -ambten) in Duitsland uitgebreid van acht naar twaalf.